# Anselmo de Jesus
Anselmo de Jesus Abreu, ou apenas Anselmo de Jesus, {Mandaguari, 25 de dezembro de 1952) é um agricultor, sindicalista e político brasileiro, outrora deputado federal por Rondônia.

## Dados biográficos
Filho de Antônio José de Abreu e Ana Isaura de Abreu. Agricultor, filiou-se ao PT em 1986. Presidente do Sindicato dos Trabalhadores Rurais de Ji-Paraná entre 1988 e 1994, exerceu cumulativamente o cargo de diretor do Departamento Rural da Central Única dos Trabalhadores entre 1989 e 1993. Coordenador do Movimento Nacional dos Atingidos por Barragens, tornou-se presidente do diretório municipal do PT em Ji-Paraná em 1995 e presidente da Federação dos Trabalhadores na Agricultura de Rondônia entre 1996 e 2002, assumindo uma vaga no Conselho Estadual do Trabalho e no Conselho Estadual de Desenvolvimento Rural.
Eleito deputado federal em 2002 e 2006, foi secretário de Agricultura no governo Confucio Moura, retornando à Câmara dos Deputados após a eleição de Mauro Nazif para prefeito de Porto Velho em 2012.